# Aberdeenshire Farming Museum

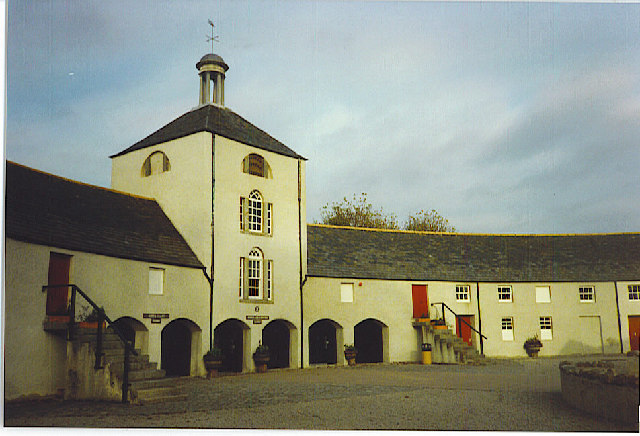
Aberdeenshire Farming Museum

Das Aberdeenshire Farming Museum ist eine Bauernhofmuseum in der schottischen Ortschaft Old Deer in der Council Area Aberdeenshire. 1971 wurde das Bauwerk in die schottischen Denkmallisten zunächst in der Kategorie C aufgenommen. Die Hochstufung in die höchste Denkmalkategorie A erfolgte 2007. Des Weiteren bildet das Museum mit verschiedenen umliegenden Gebäuden ein Denkmalensemble der Kategorie B.

## Geschichte
Der lokale Laird Alexander Russell ließ im Laufe des 18. Jahrhunderts sein Herrenhaus Aden House auf dem Anwesen errichten. In der zweiten Hälfte des Jahrhunderts geriet die Landwirtschaft in Schottland in eine Phase des Umbruchs, in der zahlreiche Neuerungen und Verbesserungen entwickelt wurden. Um an der Entwicklung zu partizipieren, ließ Russels gleichnamiger Sohn um 1800 einen Gutshof errichten, das heutige Museum. Vermutlich nach einem Entwurf John Smiths wurde um 1830 das Kutscherhaus ergänzt. Zur selben überarbeitete Smith das Herrenhaus grundlegend.
Im Laufe des 20. Jahrhunderts wurde das Herrenhaus aufgegeben und verfiel zur heutigen Ruine. Der Distrikt Banff and Buchan (heute Teil von Aberdeenshire) ließ die ehemaligen Stallungen zwischen 1976 und 1980 restaurieren. Am 21. Juni 1980 eröffnete der britische Innenminister William Whitelaw das Museum feierlich. Zu Beginn der 1990er Jahre wurde die nahegelegene Hareshowe Farm, die 1935 errichtet wurde, abgetragen und auf dem Gelände wiederaufgebaut.

## Beschreibung
Das 4000 ha umfassende Anwesen Aden nimmt den Raum zwischen Old Deer und Mintlaw ein. Das Museum mit Park nutzt 92 ha des Anwesens. Herzstück des Museums sind die ehemaligen Stallungen des Herrenhauses. Sie beschreiben einen Halbkreis um einen runden Platz und gehören damit zu den wenigen Exemplaren gerundeter landwirtschaftlicher Komplexe in Schottland. Das zweistöckige Gebäude war ursprünglich größer geplant, wurde jedoch nicht vollständig realisiert. Mittig, oberhalb der Remisen, ragt ein vierstöckiger Taubenturm auf. Er schließt mit einer Kuppel mit dorischer Laterne. Neben dem Komplex befinden sich das zweistöckige Kutscherhaus und die verschiedenen Werkstätten. Alle Gebäude sind aus Bruchstein erbaut und ihre Fassaden mit Harl verputzt. Ihre Dächer sind mit grauem Schiefer eingedeckt.